# The Swarm - Il quinto giorno
The Swarm - Il quinto giorno (in tedesco Der Schwarm) è una serie televisiva di fantascienza frutto di una coproduzione internazionale, diretta da Barbara Eder, Luke Watson e Philipp Stölzl. Adattata dall'omonimo romanzo di Frank Schätzing del 2004, la serie descrive la l'incontro dell'umanità con creature ancestrali unicellulari intelligenti, che vivono nelle profondità del mare.
La serie è stata presentata in anteprima mondiale al 73º Festival Internazionale del Cinema di Berlino nella Berlinale Series il 19 febbraio 2023, dove sono stati proiettati fuori concorso i primi tre episodi. The Swarm è andata in onda in prima visione assoluta su ZDF dal 22 febbraio all'8 marzo 2023.

## Sviluppo

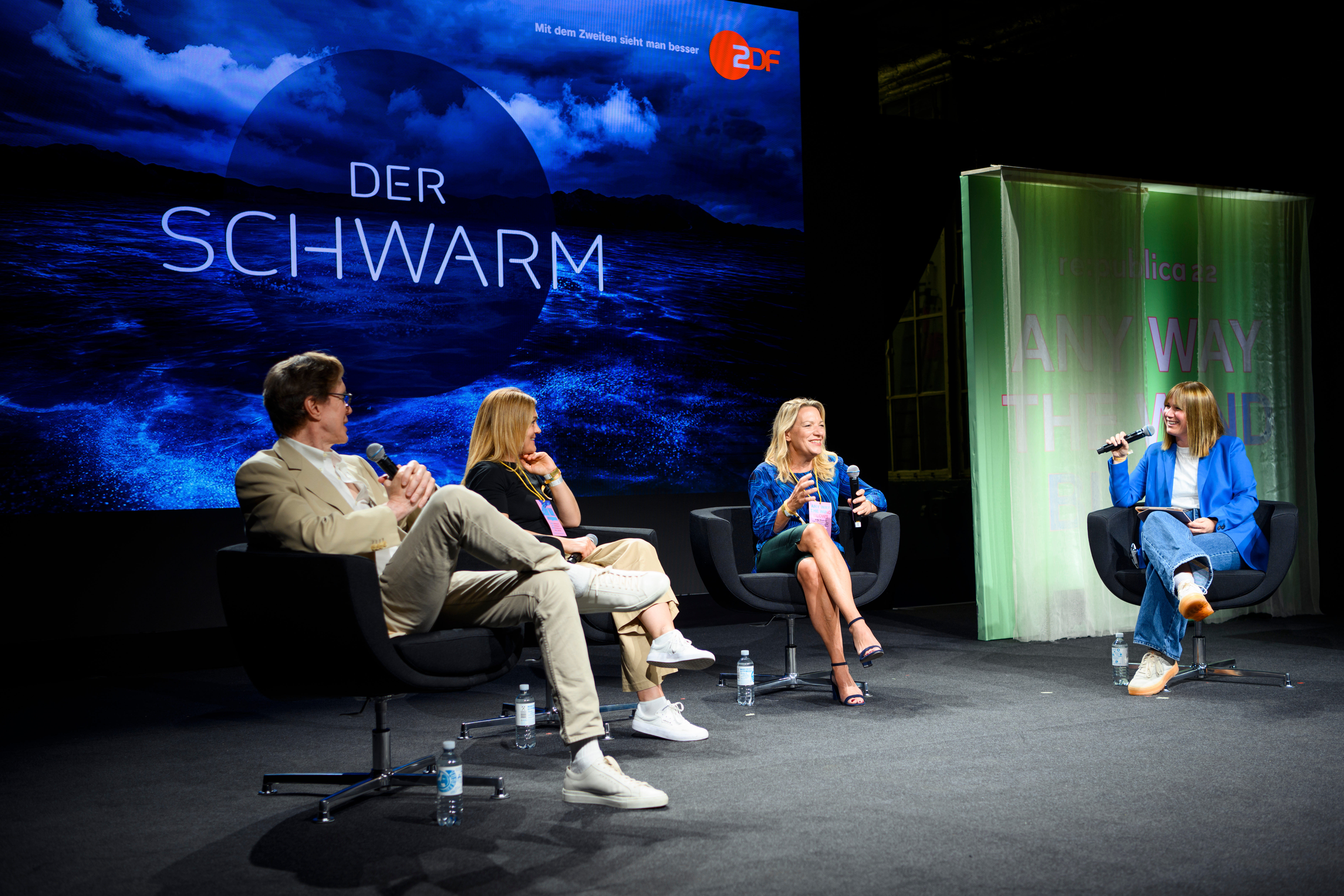
Team di produttori a re:publica 2022

Frank Doelger ha annunciato nel 2020 a Cannes, nell'ambito del Mercato Internazionale dei Programmi Televisivi (MIPTV), che la sua prossima serie TV The Swarm sarebbe stata l'adattamento del romanzo The Swarm di Frank Schätzing . La serie è stata prodotta da ZDF nel quadro stabilito dall'Alleanza Europea, con France Télévisions e RAI, e in coproduzione con ORF, SRF, Viaplay Group e Hulu Japan che hanno formato la joint venture "Schwarm TV Productions GmbH & Co KG" . La serie è il primo progetto di Intaglio Films guidata da Doelger, una joint venture formata nel 2019 dalla società di produzione tedesca Beta Film e ZDF Enterprises.
Prodotta con un budget stimato di €40 milioni, ciò rende la serie la produzione televisiva tedesca (prodotta in inglese) più costosa di tutti i tempi. Barbara Eder in un'intervista ha confermato che ci sono già idee per una seconda stagione, ma la loro realizzazione deve ancora essere decisa dopo aver valutato le cifre per la prima stagione.

## Cast

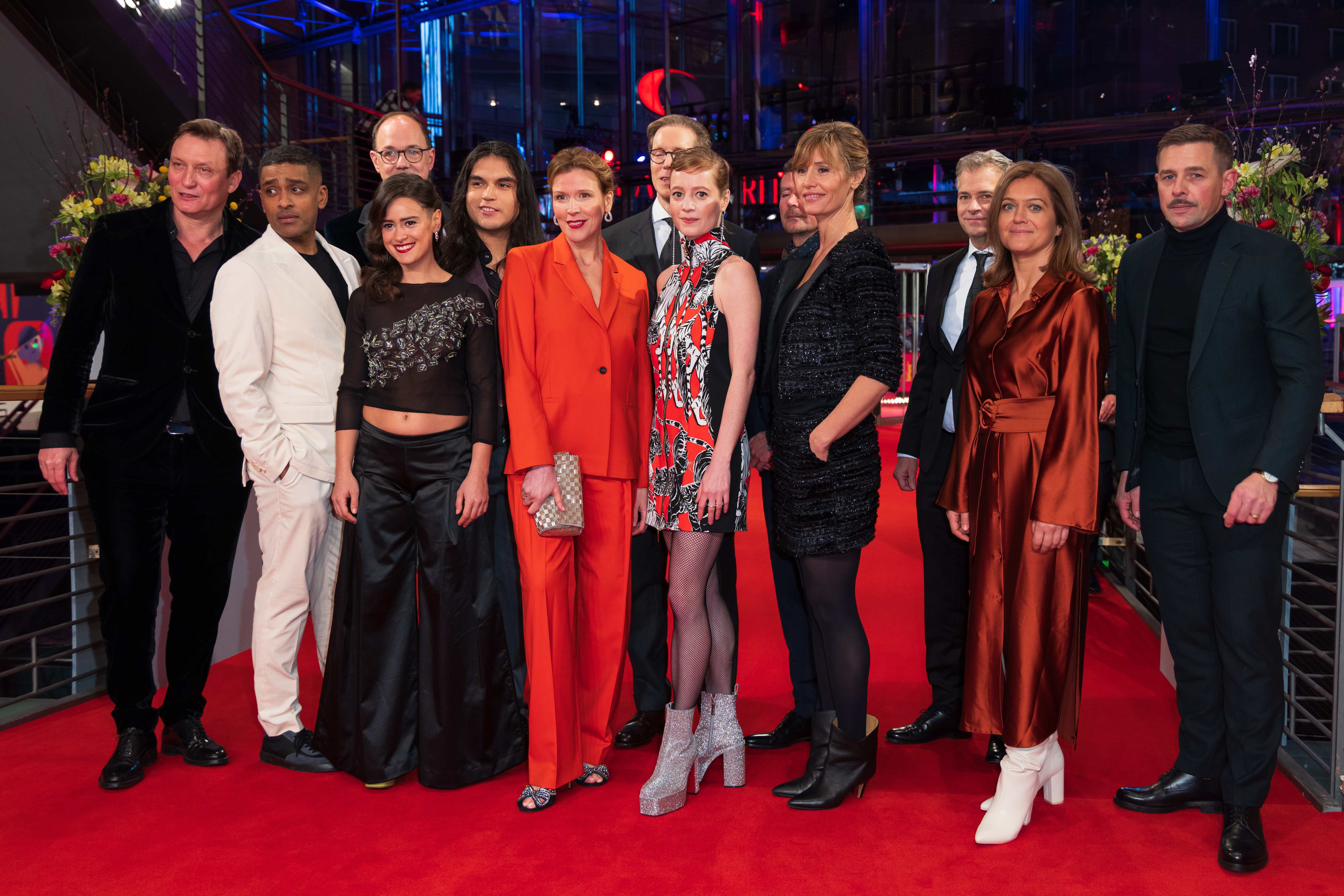
The Swarm (German) sul tappeto rosso della Berlinale 2023

Il cast internazionale è selezionato dal direttore del casting Robert Sterne e comprende attori europei, Cécile de France, Sharon Duncan-Brewster, Jack Greenlees, Lydia Wilson, Krista Kosonen, Alexander Karim, Leonie Benesch e la star tedesca Barbara Sukowa con gli attori giapponesi Takuya Kimura e Takehiro Hira. Nella serie compaiono anche l'attrice italo-americana Rosabell Laurenti Sellers, il canadese Joshua Odjick e lo statunitense Dutch Johnson.
- Alexander Karim nel ruolo del dottor Sigur Johanson, doppiato da Andrea Mete
- Cécile de France nel ruolo della dottoressa Cécile Roche, doppiata da Francesca Fiorentini
- Leonie Benesch nel ruolo di Charlie Wagner, doppiata da Chiara Gioncardi
- Joshua Odjick nel ruolo di Leon Anawak, doppiato da Manuel Meli
- Krista Kosonen nel ruolo di Tina Lund, doppiata da Benedetta Degli Innocenti
- Barbara Sukowa nel ruolo della prof.ssa Katharina Lehmann, doppiata da Valeria Perilli
- Rosabell Laurenti Sellers nel ruolo di Alicia Delaware
- Takehiro Hira nel ruolo di Riku Sato
- Eidin Jalali nel ruolo di Rahim Amir, doppiato da Flavio Aquilone
- Sharon Duncan-Brewster nel ruolo di Samantha Crowe, doppiata da Laura Romano
- Takuya Kimura nel ruolo di Aito Mifune[6]
- Oliver Masucci nel ruolo del Capitano Jasper Alban, doppiato da Massimiliano Manfredi
- Klaas Heufer-Umlauf nel ruolo di Luther Roscovitz
- Jack Greenlees nel ruolo di Douglas MacKinnon
- Dutch Johnson nel ruolo di Jack Greywolf O'Bannon
- Franziska Weisz nel ruolo di Sophia Granelli
- Lydia Wilson nel ruolo di Sara Thompson
- Andrea Guo nel ruolo di Jess
- Rune Temte nel ruolo di Aaren Stone
- Claudia Jurt nel ruolo della dottoressa Natalia Oliviera
- Elizabeth Kinnear nel ruolo di Lizzie Stringer
- David Vormweg nel ruolo di Tomáš
- Kim Mousa nel ruolo di Mesuli
- Kari Corbett nel ruolo di Iona
- Alba Gaïa Bellugi nel ruolo di Isabelle Roche

## Scrittura
La sceneggiatura è stata scritta da Steven Lally, Marissa Lestrade, Chris Lunt e Michael A. Walker in collaborazione con alcuni esperti, come la professoressa Antje Boetius, ricercatrice polare e di acque profonde, dell'Istituto Alfred Wegener, e il dottor Jon Copley, professore di esplorazione oceanica presso l'Università di Southampton. Barbara Eder, Luke Watson e Philipp Stölzl hanno diretto la serie.

## Riprese
Le riprese sono iniziate il 7 giugno 2021 in Italia e Belgio. Le scene finali della serie sono state girate in uno studio sottomarino situato nella periferia di Bruxelles.

## Distribuzione
The Swarm è stata presentata in anteprima mondiale al 73º Festival Internazionale del Cinema di Berlino presso la Berlinale Series il 19 febbraio 2023, dove i primi tre episodi sono stati proiettati fuori concorso. The Swarm è disponibile per lo streaming su ZDF dal 1 marzo 2023. È stato reso disponibile anche su Rai, France Télévisions, Viaplay, Movistar, ORF, SRF e Hulu Japan da marzo 2023. La proiezione è iniziata in Australia il 7 giugno sul servizio di streaming Binge. I diritti di distribuzione negli Stati Uniti sono stati venduti a The CW nel maggio 2023; la serie è stata presentata in anteprima il 12 settembre.
In Italia la serie è andata in onda su Rai 2 dal 10 gennaio 2024 ed è disponibile integralmente su RaiPlay.

## Accoglienza
Mike McCahill in una recensione per Variety ha scritto che la serie è semplice e familiare in modo rassicurante. McCahill ha affermato: "La sua polpa salmastra - dragata dal romanzo di Frank Schätzing del 2004, sfrutta pesantemente i timori degli spettatori del collasso ecologico e di ciò che potrebbe essere in agguato per tutti noi sotto le profondità acquose del pianeta".
La serie figurava nell'elenco dei sei drammi internazionali da guardare nel 2023, pubblicato da Deadline Hollywood. Oliver Armknecht, recensendo film-rezensionen.de, ha valutato la serie 5 su 10, ha criticato la grafica e ha ritenuto che non ci fosse molto da fare per l'ensemble. In conclusione Armknecht scrive: "La minaccia globale si fa sentire solo in pochi posti. Se non conoscete la storia, almeno all'inizio potreste rimanere sorpresi dagli strani avvenimenti, soprattutto perché alcuni attacchi marittimi sono davvero perfidi."